# Kon-Tiki (filme de 1950)
Kon-Tiki é um filme-documentário norueguês de 1950 dirigido e escrito por Thor Heyerdahl e Olle Nordemar. Venceu o Oscar de melhor documentário de longa-metragem na edição de 1951.